# Toadsworth
Toadsworth is een fictief spelfiguur van Nintendo. Hij is de persoonlijke steward van prinses Peach. Hij maakte zijn debuut in het avonturenspel Super Mario Sunshine, waar hij samen met Mario en Peach een reis maakt naar Isle Delfino. In het racespel Mario Kart Double Dash!! is hij de bestuurder van de paradewagen. In Mario Party 7 is Toadsworth de kapitein van een cruiseschip. In Mario & Luigi: Partners in Time had hij ook een vrij grote rol. Hij is daar zelfs te zien in een jongere versie genaamd Toadsworth the Younger. Hij trad op in de Mario-reeks van 2002 tot 2014.